# Radzovce
Radzovce (in ungherese Ragyolc) è un comune della Slovacchia facente parte del distretto di Lučenec, nella regione di Banská Bystrica.